# Irreversible (programa de televisión)
Irreversible fue un programa de televisión chileno emitido durante 2017 por Canal 13, conducido por Carlos Pinto. 
A diferencia del programa Mea culpa, también conducido y creado por Pinto, Irreversible contaba historias ficticias (aunque inspiradas en casos reales) sobre la premisa de mostrar crímenes cotidianos. Su primera emisión fue el 10 de julio de 2017 con un índice de audiencia promedio de 9,5 puntos de sintonía entre las 20:09 y 21:00 horas.
Se transmitió de lunes a viernes a las 20:00 horas y con un capítulo "prime" los martes a las 22:45 horas.
Este programa marcó el regreso de productos de ficción del canal en ese bloque horario (20 horas), interrumpido tras los magros resultados de las últimas apuestas dramáticas de la señal como Mamá mechona, y en especial, Valió la pena.
CAPÍTULOS 
1) Un día de furia
2) Poker mortal 
3) El secreto de confesión (Prime)
4) El dentista 
5) Amores que duelen 
6) Déjame volar 
7) La noche de San Juan 
8) El Rubencito 
9) Seguro inseguro 
10) Martirio silencioso 
11) El piso 13 
12) Atrapado 
13) El color de la sangre 
14) Mis Hijos son mis Hijos (Prime)
15) La cárcel es mi casa
16) El millonario
17) Dos hermanos
18) El asesino de las corbatas
19) Mi esposo pagará 
20) El hombre sumiso 
21) La mentalista 
22) Agua bendita 
23) Necesito un Hijo (Prime)
24) El encargo 
25) La abogada 
26) Cita mortal 
27) La Peluca (Prime)
28) Amo a mi padre, odio a mi madre 
29) Una bala perdida 
30) La venganza 
31) Las joyas de la nana
32) Cuento Salvaje (Prime)
33) Confusión 
34) El amor es más fuerte
35) Muñeca brava 
36) El ojo fantasma 4
37) La escapada
38) La bestia 44:52
39) El nieto 50:28
40) La Profesora y el Alumno (Prime)
41) El pretendiente 
42) El mal partido
43) La insulina (Parte 1)
43) La insulina (Parte 2)
44) El paquete
45) El Mandato (Prime)
46) El último aliento
47) El pick up
48) El minero
49) Muertes misteriosas(Parte 1)
49) Muertes misteriosas(Parte2)
50) Café amargo 
51) Sentimiento de culpa 
52) Con Sangre en el Ojo (Prime)
53) Herencia Maldita(Parte1)
53) Herencia Maldita(Parte2)
54)El endeudado 
55)Herencia malvada (Parte 1)
56)Herencia malvada (Parte 2) 
57)El endeudado 
58)Amores que matan 
59)Estado de coma 

## Premios y nominaciones
| Año  | Premio           | Categoría                | Nominados        | Resultados |
| ---- | ---------------- | ------------------------ | ---------------- | ---------- |
| 2018 | Premios Caleuche | Mejor actriz protagónica | Josefina Velasco | Nominada   |